# Fremantle Submarine Base
Fremantle Submarine Base – amerykańska baza morska we Fremantle w Australii. Założona dla okrętów podwodnych Floty Azjatyckiej w czasach drugiej wojny światowej, była najważniejszą amerykańską bazą morską na południowym Pacyfiku.